# Vanity Fair
Vanity Fair (с англ. — «Ярмарка тщеславия») — американский журнал, посвящённый политике, моде и другим аспектам массовой культуры. Издаётся компанией Condé Nast Publications.

## История
Журнал появился в 1913 году, когда Конде Наст приобрёл мужской модный журнал Dress (англ. «Костюм») и переименовал его в Dress and Vanity Fair («Костюм и Ярмарка тщеславия»). В том же году под этим названием были опубликованы первые четыре номера. После короткого периода неактивности журнал начал выходить уже как Vanity Fair. Он завоевал широкую популярность под руководством Фрэнка Крониншилда (англ. Frank Crowninshield). В 1919 году в состав редакции вошёл Роберт Бенчли (англ. Robert Benchley), который нанял будущего драматурга Роберта Шервуда. Крониншилд привлёк к работе над журналом лучших писателей своего времени: Олдоса Хаксли, Томаса Элиота, Ференца Мольнара, Гертруду Стайн, Вильяма Сибрука, Джуну Барнс.
К 1915 году на страницах Vanity Fair публиковалось больше рекламы, чем на страницах любого другого журнала США. Однако Великая депрессия привела к падению рекламных предложений, несмотря на тот факт, что тиражи достигли пиковой величины — 90 тыс. экземпляров. В 1935 году Конде Наст объявил, что Vanity Fair прекращает существование и объединяется с Vogue.
В июне 1981 года было заявлено, что компания Condé Nast Publications возобновляет публикацию журнала. Первый номер появился в феврале 1983 года. Его редактором стал Ричард Лок из The New York Times Book Review.
Начиная с 1993 года журнал начал публиковать на последней странице своих номеров ответы известных людей на так называемую «анкету Пруста», а в 2009 году опубликовал наиболее примечательные ответы в виде книги.